# Martín Aguirregabiria
Martín Aguirregabiria Padilla (Vitoria, 10 de mayo de 1996) es un futbolista español. Juega de defensa y su equipo es el F. C. Cartagena de la Segunda División de España.

## Trayectoria
Se forma en la cantera del Deportivo Alavés, convirtiéndose en una de las grandes promesas de la cantera alavesista y debutando en el Deportivo Alavés "B" del Grupo IV de 3.ª División todavía siendo juvenil, en 2014. En la temporada 2017-18 debutó con el primer equipo en Copa del Rey frente al Getafe C. F. El 14 de diciembre de 2017 extendió su contrato hasta 2021. Posteriormente amplió su vinculación con el club un año más, abandonándolo en junio de 2022 después de 14 años y 138 partidos con el primer equipo.
El 18 de julio de ese año firmó con el F. C. Famalicão portugués por tres temporadas. En las dos primeras jugó más de 40 encuentros en la Primeira Liga y al inicio de la tercera regresó a España tras fichar por el F. C. Cartagena.

## Selección nacional
En noviembre de 2018 fue convocado por el técnico de la selección sub-21, Luis de la Fuente, para sustituir al lesionado Pablo Maffeo, debutando como titular en Logroño contra Dinamarca.

## Clubes
| Club                 | País     | Año       | Partidos | Goles |
| -------------------- | -------- | --------- | -------- | ----- |
| Deportivo Alavés "B" | España   | 2014-2017 | 10       | 2     |
| Deportivo Alavés     | España   | 2017-2022 | 138      | 2     |
| F. C. Famalicão      | Portugal | 2022-2024 | 47       | 0     |
| F. C. Cartagena      | España   | 2024-act. | 29       | 1     |

## Palmarés

### Títulos internacionales
| Título          | Club (*) | Sede   | Año  |
| --------------- | -------- | ------ | ---- |
| Eurocopa Sub-21 | España   | Italia | 2019 |

(*) Incluyendo la selección.